# Mangifera austroindica
Espèce
Statut de conservation UICN

 EN B2ab(iii) : En danger
Mangifera austroindica est une espèce de plantes du genre Mangifera de la famille des Anacardiaceae.